# On the Floor
"On the Floor" é uma canção da cantora, actriz e dançarina norte-americana Jennifer Lopez, gravada para o seu sétimo álbum de estúdio Love?. Conta com a colaboração do rapper Pitbull. Foi escrita e produzida por RedOne, com auxílio de Kinda Hamid, Achraf Janussi, Teddy Sky, Bilal Hajji, Armando Perez, Gonzalo Hermosa e Ulisses Hermosa na composição. Deriva de origens estilísticas de dance, electropop e house, contendo também amostras da faixa "Chorando Se Foi" do ano de 1989 do grupo Kaoma. A música serve como lançamento de estreia sob a The Island Def Jam Music Group, depois da cantora ter terminado a parceria de dez anos com a Epic Records. A faixa marca ainda a segunda colaboração entre Lopez e Pitbull, sendo que a primeira foi através de "Fresh Out the Oven".
"On the Floor" estreou a 18 de Janeiro de 2011 no programa de rádio On Air with Ryan Seacrest, com uma recepção positiva. A canção foi enviada para as áreas radiofónicas mainstream e rhythmic a 8 de Fevereiro, acabando por ser lançado digitalmente a 1 de Fevereiro de 2011. Embora os críticos tenham criticado RedOne por ter sido pouco imaginativo com a música, aplaudiram a mudança de género de Lopez para mais dance-pop, com a combinação certa de ritmos latinos, bem como um som vintage. Também tem sido denominado como o melhor trabalho da artista nos últimos anos, com um apelo global positivo. Depois do seu lançamento, tornou-se o mais bem sucedido single da cantora em oito anos, chegando ao topo das tabelas musicais da Finlândia e Bélgica, bem como atingindo as dez faixas mais vendidas na Austrália, Canadá, Eslováquia, Espanha e Estados Unidos.
O vídeo musical, dirigido por TAJ Stansberry e coreografado por Frank Gatson, foi lançado a 3 Março de 2011. As cenas retratam uma cultura de discoteca e diversão nocturna. No entanto, tanto a música como o vídeo renderam algumas críticas por supostamente copiar elementos líricos a partir de "Parte O'Clock" por Kat DeLuna, também produzido por RedOne. O final do teledisco será decidido pelos fãs, que podem votar a partir de três opções alternativas. O lançamento do single coincidiu com a nomeação de Lopez como juiz da décima temporada de American Idol, sendo que o vídeo foi estreado simultaneamente no programa e através do Vevo. Recebeu elogios por parte dos críticos devido ao facto de mostrar as habilidades de Jennifer como bailarina.

## Antecedentes
Lopez falou pela primeira vez sobre a faixa na altura em que colocou a seguinte mensagem no seu Twitter: "Estou de olho em ti @RedOne_Official! Estamos a fazer que grandes coisas aconteçam 'On the Floor' neste novo ano!!!". Posteriormente, a 16 de Janeiro de 2011, uma passagem inacabado de "On the Floor" foi disponibilizada através da revista Rap-Up. Foi produzida por RedOne e apresenta versos de rap de Pitbull. É a segunda vez que Lopez e Pitbull colaboraram, sendo que "Fresh Out the Oven" marcou a estreia de parceria entre os dois artistas, e atingiu a primeira posição na Billboard Dance/Club Play Songs em 2009. De acordo com Gerrick D. Kennedy do jornal Los Angeles Times, uma versão total e inacabada foi colocada na Internet no fim da mesma semana, coincidindo com a campanha publicitária da cantora para a L'Oreal, que estreou durante a emissão da cerimónia Globos de Ouro de 2011 em Los Angeles. Durante a fase da passadeira vermelha, Jennifer confirmou o título da música, antes de ser emitida pela primeira vez no programa de rádio On Air with Ryan Seacrest, no dia seguinte.
Após a sua estreia mundial nas rádios, a versão oficial de "On the Floor", juntamente com a capa do single, foram divulgados pelo locutor Ryan Seacrest. O editor do sítio Sadao Turner, revelou que a versão final da canção era diferente da anterior e inacabada. Aquando perguntado pela MTV News, "Como foi trabalhar com Lopez?", RedOne respondeu "Vamos encarar a realidade: Com J.Lo, tens de ser grande ou ir para casa". O produtor revelou que para fazer uma canção que soava bem para a cantora, precisamos de "dança, festas e a sua herança latina". Consequentemente, a dupla criou "On the Floor", que também dispõe da colaboração de Pitbull. Comentando sobre o processo de estúdio, RedOne disse:
| “ | Ela é uma dançarina. Pode cantar. Fiquei realmente espantado, e diverti-me muito trabalhando com a sua energia, e tudo sobre ela é uma estrela, e era natural para eu fazer o que fizemos | ” |

Benji Eisen da AOL Music afirmou que a artista tinha usado a "publicidade e divulgação", sincronizando o lançamento digital de "On the Floor", com a estreia do seu vídeo musical no programa American Idol.

## Estilo musical e letra
"On the Floor" é uma canção que combina estilos dance e electropop com fortes elementos de electrohouse, produzida por RedOne. Inclui versos de introdução pelo rapper Pitbull e amostras  da música "Lambada" por Kaoma. Foi escrita por Bilal Hajji, Kinda Hamid, Gonzalo G. Hermosa, Gonzalo U. Hermosa, Achraf Janussi, Nadir Khayat, Armando Perez e Geraldo Sandell. Jennifer Lopez disse que queria evoluir a sua sonoridade, e que "On the Floor" era o primeiro passo. "Transmite o que sou hoje, o que eu gosto. Não é algo que se oiça e se diga, "Isto não é dela, mas é como, "Será que é ela?" e gosto disso. É nova, e é isso que queria. Eu desejava que fosse muito de mim, mas não do meu primeiro ou segundo álbum, mas sim de hoje". De acordo com o portal Idolator e Gerrick Kennedy, o trabalho realizado é uma reminiscência da faixa da cantora, "Waiting for Tonight". Bill Lamb da About.com também fez comparações com o single de estreia de JLo,  "If You Had My Love" de 1999. Idolator também fez relevo à mistura de "sons latinos com batidas de disco", enquanto que Melinda Newman do sítio Hitfix.com afirmou que a faixa tem um "espírito retrô" e é menos "pesada" do que alguns dos trabalhos anteriores da cantora.
Kennedy concordou afirmando que "os ouvintes não ouviam este lado de dança-electro-pop de Lopez desde 1999... devido a um catálogo vasto de músicas urbanas e pop recentes". No entanto, foram feitas comparações entre "On the Floor" e "Party O'Clock" de Kat DeLuna, que também foi produzida por RedOne. Em "Party O'Clock", DeLuna canta "Party in Ibiza, Party in New York/All the way to Africa/Love in the Caribbean/On my way to Vegas" enquanto que Lopez canta uma linha quase idêntica "Cuz London to Ibiza/Straight to L.A. New York/Vegas to Africa" in "On the Floor". Contudo, a cantora disse que para gravar "On the Floor", capturou ambos os lados de sua carreira, a dança e o canto. "Quando RedOne a tocou para mim, pedi para ele a reproduzir vinte vezes seguidas, e continuei ouvindo e ouvindo... Porque eu realmente sinto que, emocionalmente, conectei-me com a canção, mas também porque amo dançar, pois foi assim que comecei e orgulho-me bastante". Bill Lamb do portal About.com comentou que gostava da canção por ter um toque exótico de "Stereo Love" por Edward Maya.

## Recepção da crítica
| Críticas profissionais | Críticas profissionais |
| Avaliações da crítica  | Avaliações da crítica  |
| Fonte                  | Avaliação              |
| ---------------------- | ---------------------- |
| About.com              | [ 15 ]                 |
| Digital Spy            | [ 8 ]                  |

As críticas após o lançamento da faixa foram geralmente positivas. Bill Lamb do About.com atribuiu quatro estrelas (de 5 possíveis), comentando que "Jennifer Lopez é a rainha da festa através dos seus vocais, com o seu estilo dance-pop groove irresistível", e ainda o seu "pequeno toque exótico". O comentador ainda reforçou a ideia que "este registo transmite um ambiente festivo, e se quiser-mos perder, a perda é totalmente nossa". Os editores do sítio Idolator ficaram impressionados com a canção dizendo: "Nosso veredicto: estamos muito felizes com as últimas da Lopez. No entanto, além da introdução de Pitbull, pode não ser suficiente hip hop para fazer "estoirar" nos clubes - a faixa pode ser demasiado como um regresso ao mais velhos hits de dança, sem trazer nada de novo ou inovador". Melinda Newman do Hitfix.com disse que "On the Floor" demonstra que RedOne tem "capacidade de trazer o melhor dos seus artistas". Da música, Newman disse que "é muito melhor do que a "tosca", e verdadeiramente terrível "Louboutins", sendo que devemos estar gratos por isso". No seu artigo para o jornal Los Angeles Times, Gerrick Kennedy disse que a canção era um "suor de indução, numa pista de dança pegajosa", que foi mais atractivo do que qualquer um dos seus lançamentos anteriores, "Louboutins" ou "Fresh Out the Oven". Apesar de elogiar as habilidades de produção de RedOne, observou ainda que "não era tão criativo como quando trabalha com a musa Lady Gaga" e criticou o "verso descartável" de Pitbull. Nadine Cheung da AOL Radio Blog concordou com os comentários dos críticos, dizendo que "Jennifer Lopez reforça seu perfil de mulher do renascimento com o lançamento do seu novo single". Nick Levine do Digital Spy referiu que "On the Floor" é uma canção que os Black Eyed Peas teriam tido "orgulho de a ter lançado". Levine também esteve de acordo com os outros comentadores, que era um "regresso bem-vindo de Lopez". Elogiou a amostra "não-tão subtil" e produção latina, "e embora não seja original, não há como negar que se pode considerar este trabalho feito". R Reitz, da direcção de programas da WHFN (Fun 107) em New Bedford, revelou que a música "foi um sucesso" na primeira vez que a ouviram. Constatou ainda que "os vocais perfeitos de Jennifer soam muito bem, e Pitbull faz uma aparência muito contemporânea e relevante. A música já é um sucesso no nosso mercado e acho que pode facilmente alcançar mais".
Fãs da cantora latina Kat DeLuna consideraram que a faixa é um plágio de "Party O'Clock". Num comunicado emitido para o New York Daily News, DeLuna disse: "É gratificante que artistas como a J.Lo sejam inspiradas por meu som musical e estilo... Jennifer ajudou a pavimentar o caminho para latinas como eu. Adoro-a", e insistiu que não havia um problema. Lopez foi entrevistada sobre o assunto no programa de entretenimento Despierta America. A cantora respondeu: "O quê? De verdade? Eu não estou ciente desse assunto...," e quando pressionada pelo apresentador uma segunda vez, insistiu que não tinha ouvido rumores das comparações feitas. Foi alegado que "a cantora fez questão de solicitar que o assunto não seria falado durante a entrevista".

## Vídeo musical

### Desenvolvimento
O vídeo musical de "On the Floor" foi filmado durante o fim-de-semana de 22 e 23 de Janeiro de 2011, tendo TAJ Stansberry como director e Frank Gatson a cargo das coreografias. Lopez confidenciou à MTV News que, para o vídeo, iniciou um casting telefónico para encontrar clubes de crianças. "[Queremos] aqueles miúdos que vão para a discoteca e que dançam a noite toda e isso é tudo que importa? É apenas passar bons bocados, ficar todo suado, e é tudo sobre a música e deixá-la na pista de dança. Estamos a fazer uma procura tão grande... " Pitbull, que fez a sua aparência no teledisco, comentou sobre sua abordagem nos vídeos de música dizendo que "quando temos estes grandes registos, temos de nos esforçar ao máximo para fazer vingar o hit". Enquanto isso Gatson comentou sobre o trabalho e as coreografias que desenvolveu para Lopez:
| “ | [Estamos tentando criar uma vibe] que é tão surpreendente. [É como] se tivéssemos uma melancia, e esta desse um zumbido alto - mas um bom burburinho, mágico de facto, dançável, um zumbido que nos fizesse sentir como frangos fritos, então a cantora apenas quer que todos tenham essa sensação. Vimos tantos vídeos sobre discotecas, mas querias queria uma linha única para Jennifer Lopez. | ” |

 Atualmente, "On the Floor" é o terceiro vídeo mais visto no YouTube, com mais de 800 milhões de visualizações.
Posteriormente à gravação do teledisco, Stansberry revelou a sua opinião sobre o que o conceito do vídeo. O diretor disse à MTV News, que seria sobre originalidade. "Originalidade, em ser nós mesmos. Esta música é sobre ser quem você quiser. É sobre deixar solto. Não há nenhuma explicação." Durante o processo de gravações, Jennifer comentou com o canal MTV que "interpreta uma personagem, onde executa esse tipo de festa, mas ao mesmo tempo ama e adora este tipo de espécie subterrânea de cultura de festa, dança", revelando ainda que tinha "de ser louca e selvagem, e ao mesmo sensual e doce também". O vídeo faz publicidade a produtos de marcas, incluindo BMW, Swarovski e Crown Royal, e de acordo com Tanner Stransky da Entertainment Weekly também observou o "posicionamento não intencional" de cílios postiços, perucas e outros produtos.
Lopez confirmou mais tarde, em entrevista no On Air with Ryan Seacrest, que o trabalho estava concluido, e que estreava no American Idol e no Vevo a 3 de Março de 2011, e ainda que os fãs poderiam escolher o final através de três opções. Sobre o facto dos seus admiradores poderem escolher o final, Jennifer disse que a ideia era dar a chance de mostrar o que estes sentiam." Os finais alternativos incluíam três cenários diferentes: no primeiro, o vídeo termina com um close-up do rosto de Lopez, em segundo lugar com um tiro de bailarinos desafiando a gravidade nas paredes e no tecto, e o último termina com um tiro de Lopez na pista de dança.

Na imagem superior, Lopez é vista retratando a rainha da festa vestida de ouro régio e supervisionando os seus subordinados. Em baixo, é uma homenagem aos seus primeiros dias como dançarina, sendo o centro do palco e levando a multidão.

### Sinopse
O teledisco inicia-se com a chegada da artista a uma discoteca, num carro BMW preto, um elemento de publicidade utilizado. Quando a música começa, a cantora tem colocado um par de brincos de cristal Swarovski, e ainda lustres de cristal de estilo de Las Vegas penduradas no tecto. O coreógrafo Frank Gatson Jr. chamado ao clube, "a melhor festa de dança na cidade," com Lopez a interpretar várias personagens diferentes. As cenas e Lopez foram ambos decorados em homenagem à sua formação como bailarina profissional.
A cantora faz uma espécie de introdução à nova "J.Lo-ration" dos boémios. Numa das cenas, interpreta uma rainha dominante do partido que vê de cima, numa varanda rodeada de servos. A ilustração da "rainha" consiste na imagem em que Jennifer está deitada calmamente no seu trono e "supervisiona a sua multidão de pessoas a dançarem na pista". Entre estas cenas, Lopez está vestida com calças pretas e um top de biquíni, caminhando através da multidão para entrar num palco de estilo Las Vegas, "rasgando o chão".

### Lançamento e recepção
Após o seu lançamento simultâneo no programa American Idol e Vevo a 3 de Março de 2011, o vídeo da música recebeu uma quase unânime recepção positiva devido ao considerado regresso de Lopez às suas raízes dance. A maioria dos críticos elogiaram o estilo da cantora e o cenário físico, bem como o da mesma. Tanner Stransky da revista Entertainment Weekly, ainda antes da estreia, confidenciou que o trabalhho reuniu um realismo impecável, algo que sentia como "elementos muito importantes no mundo da música pop". Stransky, após a divulgação, adicionou que era "sensual e quente". Kyle Anderson do MTV Newsroom sentiu que a estreia do teledisco "quase ofuscou" o episódio do programa, elogiando a "realização requintada", e observando que a artista tinha "penteados incríveis e os cenários eram espectaculares". Emma Collins do sítio Hollyscoop.com concordou que era "divertido e atraente, principalmente para o físico fabuloso de Lopez", mas ficou "aborrecida por "On the Floor" continuarr a tendência actual da colocação de publicidade de produtos neste tipo de projectos musicais". Collins fez referência específica ao vídeo da ex-companheira de editora Britney Spears para a música "Hold It Against Me".
Benji Eisen denominou "On the Floor" uma "espécie de retorno" para Lopez, observando particularmente a "inteligente promoção cruzada de produtos" e aplaudindo a cantora por seguir em frente, "compensando a sua ausência anterior no sucesso comercial nos últimos anos". Kim Dawson, editora do jornal britânico Daily Star, também elogiou o vídeo pelo regresso de Jennifer, mesmo sendo "um dos elementos favoritos do American Idol". O sex appeal no teledisco para "On the Floor" foi comparado àquele último espectáculo por Lopez no vídeo de "I'm Gonna Be Alright" por um comentador do Daily Express revelando que "a artista provou agora o que tinha dito nessa canção de 2002". Matthew Perpetua da revista Rolling Stone concordou com as comparações feitas em relação à obra anterior da cantora, constatando que "basicamente, este projecto é voltado para o clássico... com um guarda-roupa de alta costura tão excêntrico como o de Rihanna e Lady Gaga".

## Faixas e formatos
A versão single de "On the Floor" contém apenas uma faixa com duração de três minutos e cinquenta segundos. Foi ainda lançado um EP que contém doze remisturas a partir da faixa original, com duração total de sessenta e sete minutos e vinte e dois segundos.
| Descarga digital |                              |         |  |
| N.º              | Título                       | Duração |  |
| 1.               | "On the Floor" (com Pitbull) | 3:50    |  |

| EP de remisturas |                                                                  |         |  |
| N.º              | Título                                                           | Duração |  |
| 1.               | "On the Floor" (CCW Radio Mix)                                   | 3:44    |  |
| 2.               | "On the Floor" (Low Sunday Radio Edit)                           | 3:51    |  |
| 3.               | "On the Floor" (Ralphi's Jurty Radio Edit)                       | 3:57    |  |
| 4.               | "On the Floor" (Mixin Marc & Tony Svejda La to Ibiza Radio Edit) | 3:16    |  |
| 5.               | "On the Floor" (CCW Club Mix)                                    | 6:26    |  |
| 6.               | "On the Floor" (Low Sunday Club)                                 | 6:22    |  |
| 7.               | "On the Floor" (Ralphi's Jurty Club Vox)                         | 8:43    |  |
| 8.               | "On the Floor" (Mixin Marc & Tony Svejda La to Ibiza Mix)        | 6:40    |  |
| 9.               | "On the Floor" (CCW Dub Mix)                                     | 6:07    |  |
| 10.              | "On the Floor" (Low Sunday Dub)                                  | 6:37    |  |
| 11.              | "On the Floor" (Ralphi's Jurty Dub)                              | 8:43    |  |
| 12.              | "On the Floor" (Mixin Marc & Tony Svejda La to Ibiza Dub)        | 5:36    |  |
| Duração total:   | Duração total:                                                   | 67:22   |  |

## Prêmios e indicações
| Ano  | Prêmiação                          | Categoria                                        | Resultado |
| ---- | ---------------------------------- | ------------------------------------------------ | --------- |
| 2011 | LOS40 Music Awards                 | Melhor Canção Internacional                      | Indicado  |
| 2011 | MTV Europe Music Awards            | Melhor Canção                                    | Indicado  |
| 2011 | Premios Juventud                   | Combinação Perfeita                              | Indicado  |
| 2011 | The Record of the Year             | Gravação do Ano                                  | Indicado  |
| 2012 | Billboard Latin Music Awards       | Melhor Canção Pop Latina                         | Indicado  |
| 2012 | Billboard Latin Music Awards       | Música do Ano                                    | Indicado  |
| 2012 | Echo Awards                        | Hit do Ano                                       | Indicado  |
| 2012 | Guinness World Records             | Vídeo Feminino Mais Assistido de Todos os Tempos | Venceu    |
| 2012 | International Dance Music Awards   | Melhor Faixa Latina/Reggaeton                    | Indicado  |
| 2012 | International Dance Music Awards   | Melhor Faixa Comercial/Pop Dance                 | Indicado  |
| 2012 | MTV Video Play Awards              | Prêmio de Platina                                | Venceu    |
| 2012 | RTHK International Pop Poll Awards | Top 10 Músicas Internacionais                    | Indicado  |
| 2012 | Swiss Music Awards                 | Melhor Hit Internacional                         | Indicado  |

## Desempenho nas tabelas musicais
Na semana que terminava a 12 de Fevereiro de 2011, "On the Floor" fez a sua estreia nas tabelas comerciais de sucesso. Estreou-se na octagésima sexta posição na Canadian Hot 100 no Canadá. Foi a primeira faixa constituinte do alinhamento de Love? a receber reconhecimento pela revista norte-americana. O single entrou na sexagésima posição na Slovakia Airplay e foi a septuagésima quarta música mais reproduzida nas rádios da República Checa. Na sua segunda semana de permanência, houve um salto em território canadiano para a posição setenta e nove. Na Bélgica, a faixa estreou nas quarenta músicas mais vendidas, e desde então, atingiu a primeira posição em Flandres e também na Valónia. Na Austrália ocupou na primeira semana a décima posição da tabela musical, tornando-se a primeira de Lopez a conseguir o feito desde "Get Right" em 2005, e ainda foi o segundo top 10 consecutivo de Pitbull no país, sucedendo a "Hey Baby (Drop It to the Floor)" com T-Pain, no decorrer do ano de 2010. Seguindo-se ao seu lançamento em maior parte do globo, excepto no Reino Unido, a canção alcançou um número considerável de estreias, sendo que na Finlândia estreou na liderança e em Espanha na quarta posição.
Nos Estados Unidos, a faixa estreou-se na vigésima sexta posição da tabela Billboard Dance/Club Play Songs e na quadragésima na Pop Songs. É a primeira canção de promoção do disco Love? a registar reproduções de sucesso nas rádios norte-americanas. "On the Floor" fez a sua estreia na nona posição da Hot 100, mas na segunda semana subiu para o quinto lugar. Na sua semana anterior, obteve vendas de 170 mil cópias, estreando na terceira posição da Digital Songs, sendo que na semana seguinte teve um aumento de vendas em 31% para 223 mil descargas digitais vendidas. Como resultado do desenvolvimento comercial no país, "Lambada" de 1989 que está retratada através das amostras em "On the Floor", reentrou em número três na Billboard Digital World Chart, duas décadas depois da sua estreia.
| Tabela musical (2011)                                                           | Melhor posição |
| ------------------------------------------------------------------------------- | -------------- |
| Alemanha - Media Control Charts                                                 | 1              |
| Austrália - ARIA Singles Chart                                                  | 1              |
| Áustria - Ö3 Austria Top 40                                                     | 1              |
| Bélgica - Ultratop 50 (Flandres)                                                | 1              |
| Bélgica - Ultratop 50 (Valónia)                                                 | 1              |
| Brasil - Hot 100 Airplay                                                        | 9              |
| Brasil - Hot Pop & Popular                                                      | 1              |
| Canadá - Canadian Hot 100                                                       | 1              |
| Croácia - Airplay Chart                                                         | 1              |
| Dinamarca - Tracklisten                                                         | 3              |
| Escócia - Scottish Singles Chart                                                | 1              |
| Eslováquia - Rádio Top 100                                                      | 1              |
| Espanha - Spanish Singles Chart                                                 | 1              |
| Estados Unidos - Billboard Hot 100                                              | 3              |
| Estados Unidos - Billboard Pop Songs                                            | 5              |
| Estados Unidos - Billboard Dance/Club Play Songs                                | 1              |
| Estados Unidos - Billboard Adult Pop Songs                                      | 24             |
| Estados Unidos - Billboard Latin Songs · Versão em espanhol: "Ven a bailar"     | 2              |
| Estados Unidos - Billboard Latin Pop Songs · Versão em espanhol: "Ven a bailar" | 1              |
| Finlândia - Suomen virallinen lista                                             | 1              |
| França - SNEP                                                                   | 1              |
| Grécia - (Billboard)                                                            | 1              |
| Hungria - Single Top 10                                                         | 8              |
| Irlanda - Top 100 Singles                                                       | 1              |
| Israel - Media Forest                                                           | 1              |
| Itália - FIMI                                                                   | 1              |
| Japão - Japan Hot 100                                                           | 10             |
| Líbano - The Official Lebanese Top 20                                           | 19             |
| Luxemburgo - Luxembourg Digital Songs                                           | 1              |
| México - Monitor Latino                                                         | 1              |
| Noruega - VG-lista                                                              | 1              |
| Nova Zelândia - NZ Top 40 Singles                                               | 2              |
| Países Baixos - Mega Single Top 100                                             | 4              |
| Polónia - Dance Top 50                                                          | 1              |
| Portugal - Portugal Digital Songs                                               | 1              |
| Reino Unido - UK Singles Chart                                                  | 1              |
| Reino Unido - UK R&B Singles Chart                                              | 1              |
| Chéquia - Rádio Top 100                                                         | 1              |
| Roménia - Romanian Top 100                                                      | 1              |
| Rússia - Russian Music Charts                                                   | 1              |
| Suécia - Sverigetopplistan                                                      | 1              |
| Suíça - Schweizer Hitparade                                                     | 1              |

| País           | Provedor     | Certificação |
| -------------- | ------------ | ------------ |
| Alemanha       | BVMI         | 2× Platina   |
| Austrália      | ARIA         | 4× Platina   |
| Bélgica        | BEA          | Platina      |
| Canadá         | Music Canada | 5× Platina   |
| Dinamarca      | IFPI         | Platina      |
| Espanha        | PROMUSICAE   | 3× Platina   |
| Estados Unidos | RIAA         | 3× Platina   |
| Finlândia      | IFPI         | Platina      |
| Itália         | FIMI         | 3× Platina   |
| Nova Zelândia  | RIANZ        | 2× Platina   |
| Reino Unido    | BPI          | Platina      |
| Suécia         | GLF          | 2× Platina   |
| Suíça          | IFPI         | 4× Platina   |

## Créditos
Todo o processo de elaboração da canção atribui os seguintes créditos pessoais:
- Jennifer Lopez - vocalista principal;
- Pitbull - artista convidado, composição;
- RedOne - composição, produção, arranjo vocal, edição vocal produção vocal, instrumentos, programação, engenharia de gravação;
- Bilal Hajji - composição;
- Kinda Hamid - composição;
- Achraf Janussi: composição
- Gonzalo Hermosa - composição;
- Ulises Hermosa - composição;
- Geraldo Sandell - composição;
- Josh Gudwin - gravação vocal;
- Kuk Harrell - arranjo vocal, edição vocal, produção vocal, gravação vocal;
- Trevor Muzzy - mistura, engenharia de gravação;
- Chris "Tek" O'Ryan - edição vocal, engenharia de gravação;
- Low Sunday (Bart Schoudel & Ron Haney) - produção adicional para remistura;
- Alessandro Giulini - acordeão;

- Contém interpolações de "Llorando Se Fue", escrita por Gonzales Hermosa e Ulises Hermosa.

## Histórico de lançamento
| País           | Data                    | Formato                            | Editora discográfica |
| -------------- | ----------------------- | ---------------------------------- | -------------------- |
| Estados Unidos | 8 de Fevereiro de 2011  | Rádio Mainstream, Rhythmic         | Island               |
| Estados Unidos | 11 de Fevereiro de 2011 | EP de remisturas                   | Island               |
| Austrália      | 18 de Fevereiro de 2011 | Descarga digital                   | Universal Music      |
| Irlanda        | 18 de Fevereiro de 2011 | Descarga digital                   | Universal Music      |
| Portugal       | 18 de Fevereiro de 2011 | Descarga digital                   | Universal Music      |
| Portugal       | 21 de Fevereiro de 2011 | EP de remisturas                   | Universal Music      |
| Noruega        | 21 de Fevereiro de 2011 | Descarga digital                   | Universal Music      |
| Espanha        | 21 de Fevereiro de 2011 | Descarga digital, EP de remisturas | Universal Music      |
| Suíça          | 21 de Fevereiro de 2011 | Descarga digital                   | Universal Music      |
| Áustria        | 22 de Fevereiro de 2011 | Descarga digital                   | Universal Music      |
| Bélgica        | 22 de Fevereiro de 2011 | Descarga digital, EP de remisturas | Universal Music      |
| Canadá         | 22 de Fevereiro de 2011 | Descarga digital                   | Universal Music      |
| Finlândia      | 22 de Fevereiro de 2011 | Descarga digital                   | Universal Music      |
| França         | 22 de Fevereiro de 2011 | Descarga digital                   | Universal Music      |
| Alemanha       | 22 de Fevereiro de 2011 | Descarga digital                   | Universal Music      |
| Itália         | 22 de Fevereiro de 2011 | Descarga digital                   | Universal Music      |
| Suécia         | 22 de Fevereiro de 2011 | Descarga digital, EP de remisturas | Universal Music      |
| Estados Unidos | 22 de Fevereiro de 2011 | Descarga digital                   | Island               |
| Suíça          | 24 de Fevereiro de 2011 | EP de remisturas                   | Universal Music      |
| Países Baixos  | 25 de Fevereiro de 2011 | Descarga digital, EP de remisturas | Universal Music      |
| Alemanha       | 11 de Março de 2011     | CD single                          | Universal Music      |
| Reino Unido    | 27 de Março de 2011     | Descarga digital                   | Mercury              |